# 剱持たまき
剱持 たまき（けんもつ たまき、1976年10月14日 - ）は、東京都出身の女優。国立音楽大学付属高校を首席卒業（声楽）。同大学声楽科中退。血液型はAB型。

## 主な出演作品

### 舞台
- 草迷宮 （1997年4月、シアターコクーン他）
- ミュージカル「スパイものがたり」〜へのへのもへじの謎〜 （1997年10月、青山円形劇場）
- 東宝ミュージカル「レ・ミゼラブル」（2003年 - 2006年、帝国劇場） - コゼット 役
- 東宝ミュージカル「屋根の上のヴァイオリン弾き」（2006年、帝国劇場） - ホーデル 役
- 東宝ミュージカル「ダンス・オブ・ヴァンパイア」（2006年、帝国劇場）- サラ役
- ナイン THE MUSICAL（2005年、東京アートスフィア（現：天王洲 銀河劇場） -　スパのマドンナ 役
- イヌの日 （阿佐ヶ谷スパイダース、2006年11月、本多劇場他）
- 現代能楽集AOI/KOMACHI（2007年3月、世田谷パブリックシアター他）
- ピーターパン （2007年7月、東京国際フォーラムホールC） - ウェンディ 役
- ミュージカルドラキュラ伝説 （2008年6月、新国立劇場中劇場） - ミーナ・マリー/アマンダ 役
- 友達 （2008年、世田谷パブリックシアター） - 長女 役
- ミュージカル 天翔ける風に（2009年8月 - 9月、東京芸術劇場、びわ湖ホール、りゅーとぴあ）

### テレビ
- 水の中の八月（1997年 NHKハイビジョン）
- 世紀末の詩
- ビデオジョッキー（TBS、1998 - 1999年）
- リップスティック(CX)

### CM
- プレイステーション「ポポロクロイス物語」（1996年）
- 武蔵野銀行イメージガール（1997年）

### 映画・ビデオ
- 水の旅人（1993年）
- 女ざかり（1994年）
- スワン・プリンセス/白鳥の湖（1994年）- オデット姫 役<声の出演>
- 極道戦国志 不動（1996年、監督:三池崇史） - 善財童子 役
- スワロウテイル（1996年）
- カンゾー先生（1998年）
- のど自慢（1999年）

### 雑誌
「ヒヨコア vol.03 July 1999」インタビュー

## 受賞歴
1997年　日本アカデミー賞　新人俳優賞
1997年　日本アカデミー賞　優秀助演女優賞
1997年　高崎映画祭　最優秀新人女優賞